# Tournoi de tennis de Surbiton
L'Aegon Surbiton Trophy est un tournoi international de tennis masculin et féminin des circuits professionnels Challenger et ITF. Il a lieu tous les ans au mois de juin à Surbiton, au Royaume-Uni. Il a été créé en 1997 et se joue sur gazon en extérieur. Avec une dotation de 127 000 €, il fait partie des tournois les plus dotés du circuit secondaire de l'ATP. C'est également l'un des tournois les plus relevés de l'année car il se joue habituellement pendant la 2e semaine de Roland-Garros et de nombreux joueurs éliminés précocement viennent donc s'y disputer le titre. C'est également le premier tournoi préparatif à Wimbledon.
Un tournoi ATP s'est déroulé à Surbiton dans les années 1970, le Surrey Grass Court Championships.

## Palmarès messieurs

### Simple
| Année     | Vainqueur          | Finaliste         | Score            |
| --------- | ------------------ | ----------------- | ---------------- |
| 1998      | Gianluca Pozzi     | Kevin Ullyett     | 6-4, 6-3         |
| 1999      | Sargis Sargsian    | Martin Damm       | 7-69, 7-5        |
| 2000      | Wayne Arthurs      | Laurence Tieleman | 4-6, 7-64, 6-4   |
| 2001      | Taylor Dent        | Neville Godwin    | 4-6, 7-63, 6-2   |
| 2002      | Jeff Morrison      | Wesley Moodie     | 7-64, 5-7, 7-64  |
| 2003      | Wesley Moodie      | Alex Bogdanovic   | 6-4, 62-7, 6-1   |
| 2004      | Karol Beck         | Wesley Moodie     | 6-4, 6-4         |
| 2005      | Daniele Bracciali  | Ivo Karlović      | 60-7, 7-65, 7-64 |
| 2006      | Mardy Fish         | Wesley Moodie     | 6-2, 7-61        |
| 2007      | Jo-Wilfried Tsonga | Ivo Karlović      | 6-3, 7-64        |
| 2008      | Frank Dancevic     | Kevin Anderson    | 4-6, 6-3, 7-64   |
| 2009-2014 | Pas de tournoi     | Pas de tournoi    | Pas de tournoi   |
| 2015      | Matthew Ebden      | Denis Kudla       | 64-7, 6-4, 7-65  |
| 2016      | Lu Yen-hsun        | Marius Copil      | 7-5, 7-611       |
| 2017      | Yuichi Sugita      | Jordan Thompson   | 7-67, 7-68       |
| 2018      | Jérémy Chardy      | Alex de Minaur    | 6-4, 4-6, 6-2    |
| 2019      | Daniel Evans       | Viktor Troicki    | 6-2, 6-3         |
| 2020-2021 | Pas de tournoi     | Pas de tournoi    | Pas de tournoi   |
| 2022      | Jordan Thompson    | Denis Kudla       | 7-5, 6-3         |
| 2023      | Andy Murray        | Jurij Rodionov    | 6-3, 6-2         |
| 2024      | Lloyd Harris       | Leandro Riedi     | 7-68, 7-5        |

### Double
| Année     | Vainqueurs                            | Finalistes                                | Score              |
| --------- | ------------------------------------- | ----------------------------------------- | ------------------ |
| 1998      | Sandon Stolle Peter Tramacchi         | Mark Merklein Michael Sell                | 4-6, 7-6, 6-4      |
| 1999      | Scott Draper Todd Woodbridge          | Justin Gimelstob Scott Humphries          | Forfait            |
| 2000      | Jeff Coetzee Marcos Ondruska          | Jared Palmer Jonathan Stark               | 7-63, 7-66         |
| 2001      | David Adams Ben Ellwood               | Jeff Coetzee Marcos Ondruska              | 7-65, 6-4          |
| 2002      | André Sá Jim Thomas                   | David Adams Joshua Eagle                  | 7-5, 2-6, 6-3      |
| 2003      | Joshua Eagle Andrew Kratzmann         | Jean-François Bachelot Grégory Carraz     | 6-3, 6-2           |
| 2004      | Nathan Healey Jim Thomas              | Alejandro Falla Glenn Weiner              | 6-3, 7-69          |
| 2005      | Jordan Kerr Jim Thomas                | Richard Barker William Barker             | 6-2, 6-4           |
| 2006      | Jordan Kerr Jim Thomas                | Wayne Arthurs Chris Guccione              | 6-2, 6-4           |
| 2007      | Alex Kuznetsov Mischa Zverev          | James Auckland Stephen Huss               | 2-6, 6-3, [10-6]   |
| 2008      | Arnaud Clément Édouard Roger-Vasselin | Harel Levy Jim Thomas                     | 7-64, 63-7, [10-7] |
| 2009-2014 | Pas de tournoi                        | Pas de tournoi                            | Pas de tournoi     |
| 2015      | Ken Skupski Neal Skupski              | Marcus Daniell Marcelo Demoliner          | 6-3, 6-4           |
| 2016      | Purav Raja Divij Sharan               | Ken Skupski Neal Skupski                  | 6-4, 7-63          |
| 2017      | Marcus Daniell Aisam-Ul-Haq Qureshi   | Treat Conrad Huey Denis Kudla             | 6-3, 7-60          |
| 2018      | Luke Bambridge Jonny O'Mara           | Ken Skupski Neal Skupski                  | 7-611, 4-6, [10-7] |
| 2019      | Marcel Granollers Ben McLachlan       | Kwon Soon-woo Ramkumar Ramanathan         | 4-6, 6-3, [10-2]   |
| 2020-2021 | Pas de tournoi                        | Pas de tournoi                            | Pas de tournoi     |
| 2022      | Julian Cash Henry Patten              | Aleksandr Nedovyesov Aisam-Ul-Haq Qureshi | 4-6, 6-3, [11-9]   |
| 2023      | Liam Broady Jonny O'Mara              | Alexei Popyrin Aleksandar Vukic           | 6-4, 5-7, [10-8]   |
| 2024      | Julian Cash Robert Galloway           | Nicolás Barrientos Diego Hidalgo          | 6-4, 6-4           |

## Palmarès dames

### Simple
| Année     | Dotation       | Vainqueur               | Finaliste            | Score             |
| --------- | -------------- | ----------------------- | -------------------- | ----------------- |
| 1997      | 25 000 $       | Tamarine Tanasugarn     | Aleksandra Olsza     | 5-7, 7-6, 5-0 ab. |
| 1998      | 25 000 $       | Amélie Cocheteux        | Seda Noorlander      | 6-2, 6-4          |
| 1999      | 25 000 $       | Tamarine Tanasugarn     | Surina De Beer       | 6-4, 5-7, 6-2     |
| 2000      | 25 000 $       | Louise Latimer          | Tamarine Tanasugarn  | 7-5, 6-3          |
| 2001      | 25 000 $       | Rika Fujiwara           | Kristina Brandi      | 6-3, 6-3          |
| 2002      | 25 000 $       | Janet Lee               | Laura Granville      | 4-6, 6-4, 6-4     |
| 2003      | 25 000 $       | Kristina Brandi         | Cho Yoon-jeong       | 6-1, 6-3          |
| 2004      | 25 000 $       | Akiko Morigami          | Anna Chakvetadze     | 6-4, 1-6, 6-1     |
| 2005      | 25 000 $       | Kristina Brandi         | Laura Granville      | 6-3, 6-1          |
| 2006      | 25 000 $       | Kristina Brandi         | Laura Granville      | 7-5, 6-0          |
| 2007      | 25 000 $       | Brenda Schultz-McCarthy | Ayumi Morita         | 4-6, 6-4, 7-65    |
| 2008      | 50 000 $       | Marina Erakovic         | Anne Keothavong      | 6-4, 6-2          |
| 2009-2014 | Pas de tournoi | Pas de tournoi          | Pas de tournoi       | Pas de tournoi    |
| 2015      | 50 000 $       | Vitalia Diatchenko      | Naomi Osaka          | 7-65, 6-0         |
| 2016      | 50 000 $       | Marina Melnikova        | Stéphanie Foretz     | 6-3, 7-66         |
| 2017      | 100 000 $      | Magdaléna Rybáriková    | Heather Watson       | 6-4, 7-5          |
| 2018      | 100 000 $      | Alison Riske            | Conny Perrin         | 6-2, 6-4          |
| 2019      | 100 000 $      | Alison Riske            | Magdaléna Rybáriková | 65-7, 6-2, 6-2    |
| 2020-2021 | Pas de tournoi | Pas de tournoi          | Pas de tournoi       | Pas de tournoi    |
| 2022      | 100 000 $      | Alison Van Uytvanck     | Arina Rodionova      | 7-63, 6-2         |
| 2023      | 100 000 $      | Yanina Wickmayer        | Katie Swan           | 2-6, 6-4, 7-61    |
| 2024      | 100 000 $      | Alison Van Uytvanck     | Tatjana Maria        | 65-7, 6-1, 6-2    |

### Double
Liste des vainqueurs du tournoi de double dames :
- 1997 :  Catherine Barclay /  Kerry-Anne Guse
- 1998 : tableau de double annulé
- 1999 : finale non disputée
- 2000 :  Trudi Musgrave /  Bryanne Stewart
- 2001 :  Julie Pullin /  Lorna Woodroffe
- 2002 :  Julie Pullin /  Lorna Woodroffe
- 2003 :  Shinobu Asagoe /  Nana Miyagi
- 2004 :  Leanne Baker /  Nicole Sewell
- 2005 :  Rika Fujiwara /  Saori Obata
- 2006 :  Casey Dellacqua /  Trudi Musgrave
- 2007 :  Karen Paterson /  Melanie South
- 2008 :  Julie Ditty /  Abigail Spears
- 2009-2014 : tournoi non joué
- 2015 :  Lyudmyla Kichenok /  Xenia Knoll
- 2016 :  Sanaz Marand /  Melanie Oudin
- 2017 :  Monique Adamczak /  Storm Sanders
- 2018 :  Jessica Moore /  Ellen Perez
- 2019 :  Jennifer Brady /  Caroline Dolehide
- 2020-2021 : tournoi non joué
- 2022 :  Ingrid Neel /  Rosalie van der Hoek
- 2023 :  Sophie Chang /  Yanina Wickmayer
- 2024 :  Emina Bektas /  Aleksandra Krunić